# Seishirō Itagaki
Seishirō Itagaki (板垣 征四郎, Itagaki Seishirō) (21 janvier 1885 - 23 décembre 1948) est un général de l'armée impériale japonaise qui fut ministre de la Guerre. Il est condamné à mort en 1948 pour crimes de guerre et pendu la même année à la prison de Sugamo. Il fait partie des 14 criminels de guerre de classe A vénérés au sanctuaire Yasukuni.

## Biographie
Né à Morioka dans la préfecture d'Iwate, Itagaki est issu d'une famille samouraï servant autrefois le clan Nanbu du domaine de Morioka. Il est diplômé de l'académie de l'armée impériale japonaise en 1904 et participe à la guerre russo-japonaise de 1904-1905.
De 1924 à 1926, Itagaki est attaché militaire à l'ambassade japonaise en Chine. De retour au Japon, il sert à divers postes au sein de l'État-major de l'armée impériale japonaise de 1926 à 1927 avant de recevoir le commandement de la 33e brigade d'infanterie basée en Chine. Cette unité est attachée à la 10e division de 1927 à 1928. Itagaki est ensuite transféré à la tête du 33e régiment d'infanterie en Chine de 1928 à 1929 sous les ordres de l'armée japonaise du Guandong.
Itagaki devient chef de la section des renseignements de l'armée du Guandong en 1931, une position qui lui permet de participer à l'organisation de l'incident de Mukden de 1931 qui fournit le prétexte à l'invasion japonaise de la Mandchourie. Il est ensuite conseiller militaire au Mandchoukouo de 1932 à 1934.
Itagaki devient vice-chef d'État-major de l'armée du Guandong en 1931 puis chef d'État-major en 1936.
De 1937 à 1938, Itagaki est commandant de la 5e division en Chine au début de la seconde guerre sino-japonaise. Son unité participe grandement à la bataille de Pékin-Tianjin, à l'opération Cháhāěr (en) et à la bataille de Taiyuan. Cependant, ses forces sont repoussées lors de la bataille de Taierzhuang près de Linyi, ce qui les empêche de venir en aide à la 10e division de Rensuke Isogai.

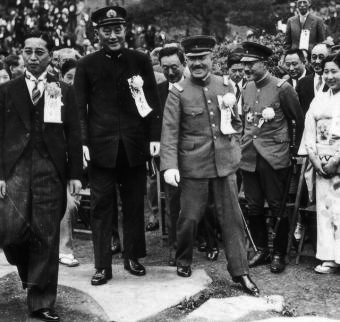
Le nouveau ministre de la Guerre Itagaki (troisième à partir de la gauche) avec son vice-ministre Hideki Tōjō (à droite) et le ministre de la Marine Mitsumasa Yonai (à gauche, en uniforme noir).

Rappelé au Japon en 1938, Itagaki sert brièvement comme ministre de la Guerre de 1938 à 1939. Le 6 décembre 1938, Itagaki propose une politique nationale en accord avec la doctrine d'expansion du Hakkō ichiu lors de la conférence des cinq ministres, le plus haut conseil du Japon,, et la décision est prise d'interdire l'expulsion des Juifs au Japon, en Mandchourie et en Chine,.
Itagaki retourne de nouveau en Chine pour devenir chef d'État-major de l'armée expéditionnaire japonaise de Chine de 1939 à 1941. Cependant, la défaite des forces japonaises contre l'Union soviétique à la bataille de Khalkhin Gol en été 1939 est un coup rude à sa carrière, et il est réaffecté à la tête de l'armée japonaise de Corée, ce qui est considéré comme une rétrogradation.
Face à la détérioration de la situation militaire japonaise au cours de la guerre, l'armée de Corée est élevée en 17e armée régionale en 1945, avec Itagaki pour commandant-en-chef. Il est ensuite réaffecté à la 7e armée régionale à Singapour et en Malaisie en avril 1945. Il commande la reddition des forces japonaises d'Asie du Sud-Est à l'amiral britannique Louis Mountbatten à Singapour le 12 septembre 1945.
Après la guerre, il est emprisonné par les autorités d'occupation américaines et accusé de crimes de guerre, en particulier durant la conquête japonaise de la Mandchourie, pour l'escalade de la guerre contre les Alliés pendant son mandat de ministre de la Guerre, et pour avoir autorisé un traitement inhumain de prisonniers de guerre alors qu'il était commandant des forces japonaises d'Asie du Sud-Est. Il est jugé coupable des charges 1, 27, 29, 31, 32, 35, 36 et 54 et condamné à mort en 1948 par le tribunal militaire international pour l'Extrême-Orient. Itagaki est pendu le 23 décembre 1948 à la prison de Sugamo à Tokyo.